# Klentnice
Klentnice (en allemand : Klentnitz) est une commune du district de Břeclav, dans la région de Moravie-du-Sud, en République tchèque. Sa population s'élevait à 515 habitants en 2020.

## Géographie
Klentnice se trouve à 5 km au nord de Mikulov, à 21 km au nord-nord-est de Břeclav, à 40 km au sud de Brno et à 211 km au sud-est de Prague.
Klentnice se trouve dans la région viticole de Mikulovská, au sud de la Moravie.
La commune est limitée par Horní Věstonice et Pavlov au nord, par Milovice à l'est, par Mikulov à l'est et au sud, et par Bavory et Perná à l'ouest.

## Histoire
La première mention écrite de la localité date de 1322.

## Patrimoine
- Château de Sirotčí (XIIIe siècle)

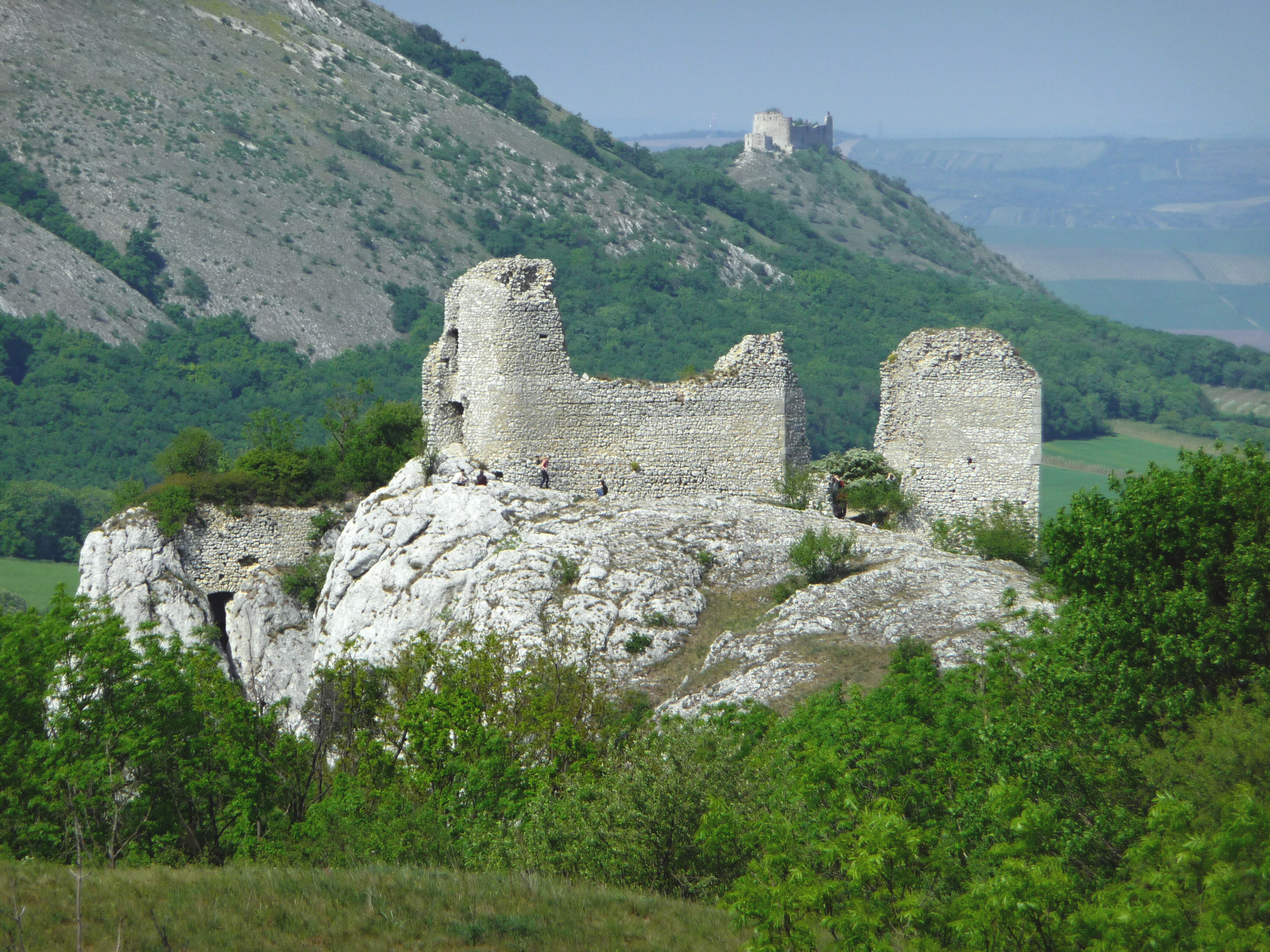
Château de Sirotčí : vue générale.
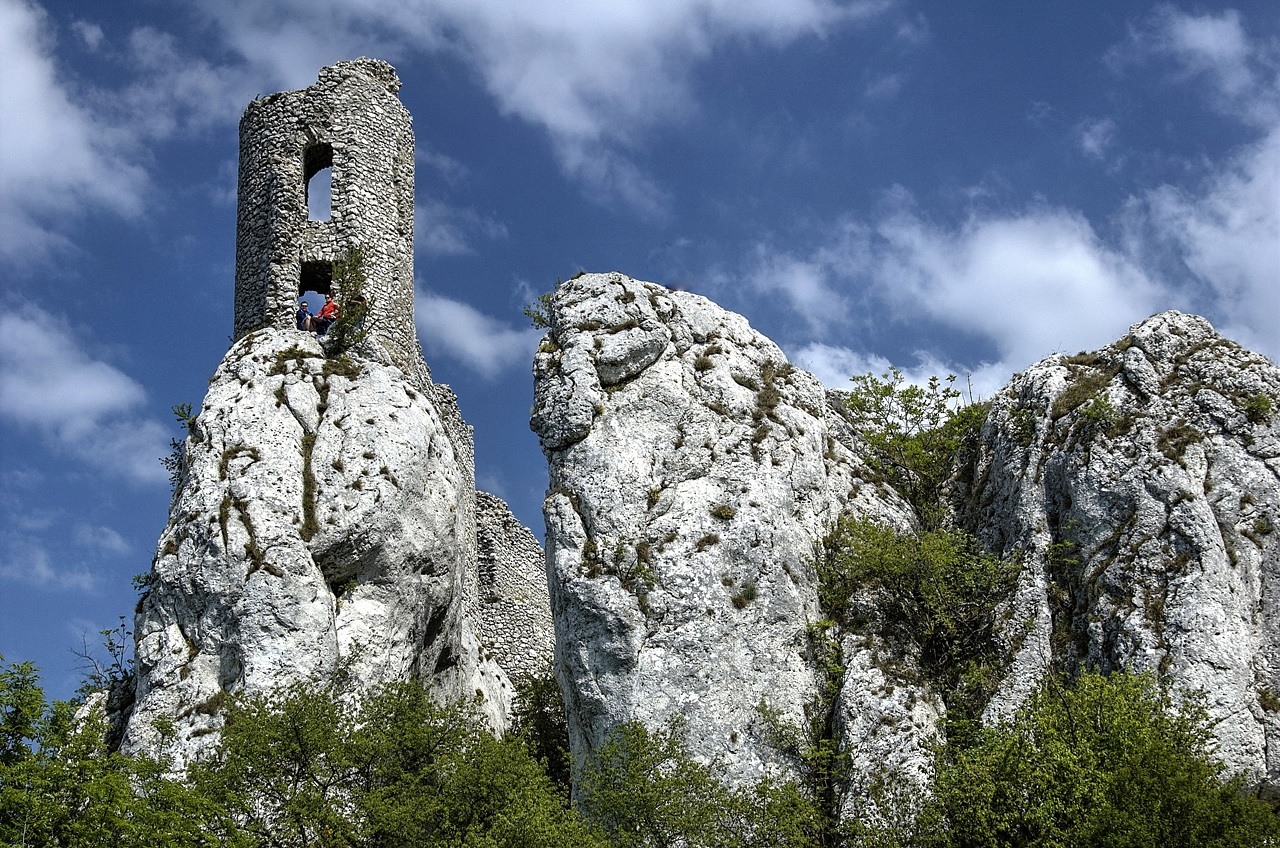
Tour du château.

- Église baroque Saint-Georges.

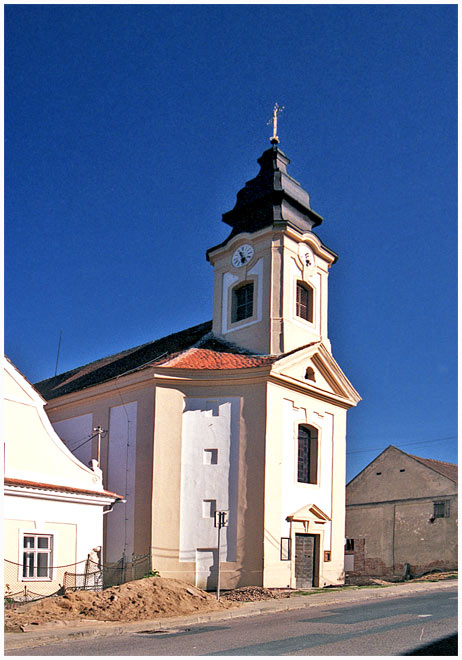
L'église Saint-Georges.
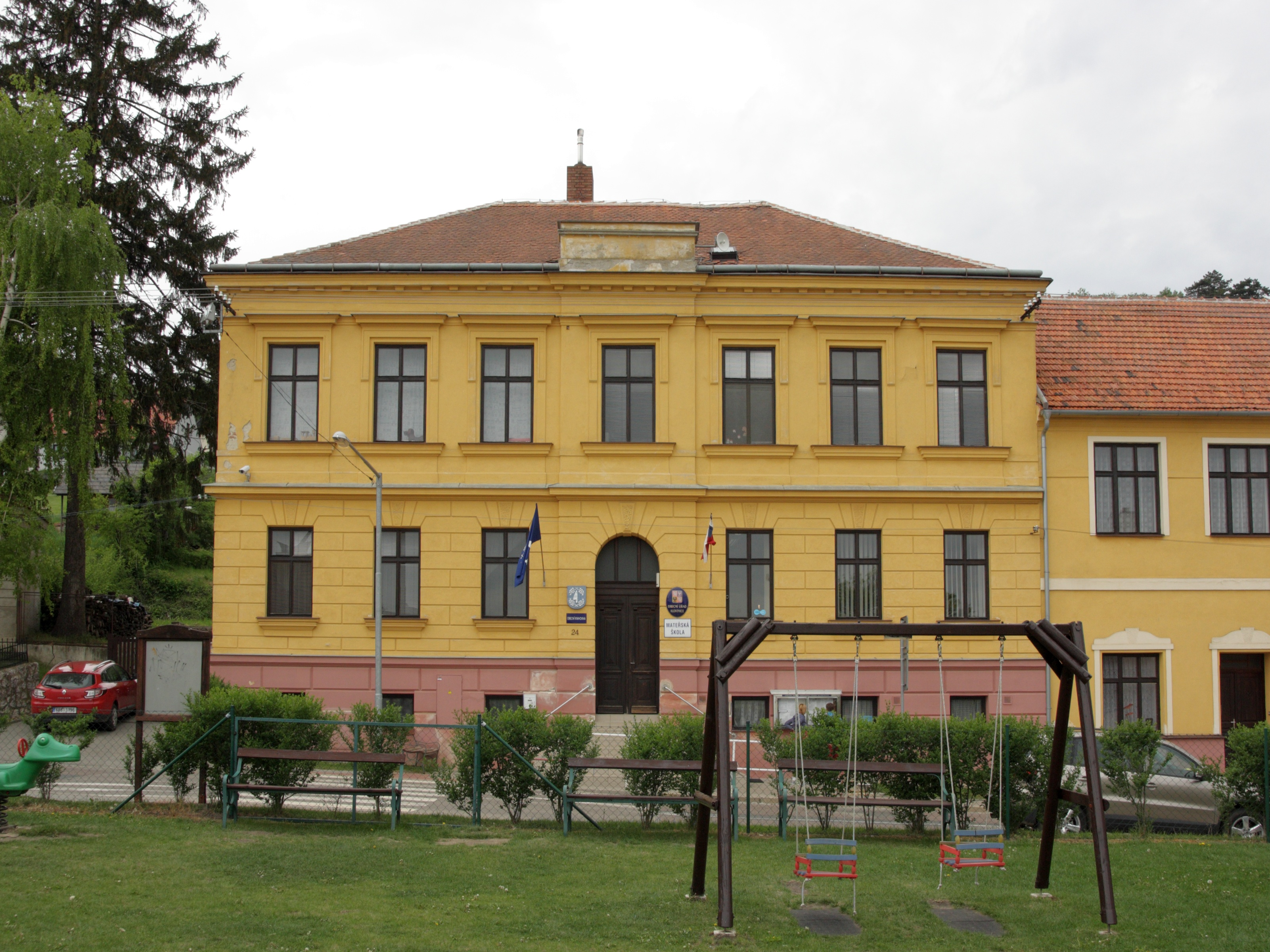
Klentnice : la mairie.